# アレクサンドルの円柱
アレクサンドルの円柱（アレクサンドルのえんちゅう、ロシア語: Александровская колонна、英語: Alexander Column）は、ロシア・サンクトペテルブルクの宮殿広場にある記念碑。この記念碑はナポレオン・ボナパルトのフランスとの戦争（1812年ロシア戦役）でのロシアの勝利を記念して、オーギュスト・モンフェランの設計でアレクサンドル1世をイメージして1834年に建設された。高さは47.5メートル。